# Richard Wagner
Richard Wilhelm Wagner (n. 22 mai 1813, Leipzig, Regatul Saxoniei – d. 13 februarie 1883, Veneția, Italia) a fost un compozitor, dramaturg și teoretician al artei germane, unul din cei mai de seamă reprezentanți ai romantismului muzical.

## Date biografice
Richard Wagner s-a născut la Lipsca (azi Leipzig) într-o familie de actori. A studiat la Dresda și la Lipsca, luând lecții de compoziție cu Christian Theodor Weinling. Între 1833 și 1839 Wagner a lucrat pentru teatrele de operă din Würzburg, Magdeburg, Königsberg și Riga, a compus primele sale opere Die Feen („Zânele", 1834), Das Liebesverbot („Dragoste interzisă", 1836) și mai multe piese orchestrale. În 1836 se căsătorește cu actrița Minna Planner. Călătorește mult, cunoscând principalele centre muzicale europene. În timpul unei agitate călătorii pe mare spre Anglia elaborează planul pentru opera „Olandezul zburător". După o scurtă ședere în Londra, pleacă la Paris, unde este profund impresionat de muzica lui Hector Berlioz.
În continuare, geniul său muzical s-a format și s-a relevat sub influența muzicii lui Carl Maria von Weber, Wolfgang Amadeus Mozart și în special a simfonismului lui Ludwig van Beethoven. Primele sale opere de un răsunet deosebit, Rienzi (1840 - premieră la 20 octombrie 1842 la Dresda), Der fliegende Holländer („Olandezul zburător" sau „Vasul fantomă", 1841 - prezentată în premieră la 2 ianuarie 1843 la Dresda), l-au impus în viața artistică. În 1843 se stabilește în Dresda, unde devine Kapellmeister la curtea regelui din Sachsen. Următoarele sale opere, Tannhäuser (1845) și Lohengrin, (1850) sunt mai greu acceptate de public, datorită elementelor inovatoare în structura dramatică și muzicală. Cu sprijinul lui Franz Liszt, vor fi prezentate mai târziu cu succes la Weimar.
Fire orgolioasă, Wagner a avut o existență agitată. Sub influența scriitorului Heinrich Laube, a adoptat ideile republicane ale mișcării Jungen Deutschland („Tânăra Germanie"), dar, după înfrângerea revoluției din 1848, este nevoit să se refugieze la Zürich în Elveția, unde rămâne 10 ani, până în anul 1858. Aici o cunoaște pe scriitoarea Mathilde Wesendonck, pentru care nutrește o adevărată pasiune și pe ale cărei versuri compune un ciclu de lied-uri. În aceste împrejurări se desparte de soția sa, Minna; mai târziu se va căsători cu Cosima, fiica lui Franz Liszt. Începând cu anul 1864 devine protejatul regelui Ludwig II al Bavariei, un pasionat admirator al muzicii wagneriene. Regele îl susține financiar, Wagner putând astfel să se consacre numai creației artistice. Cu ajutorul protectorului său, Richard Wagner construiește Teatrul de la Bayreuth, special pentru punerea în scenă a operelor sale, unde - până în zilele noastre - în fiecare vară (iulie-august), au loc renumitele festivaluri muzicale „Richard Wagner".
Richard Wagner s-a mutat la Bayreuth la data de 24 aprilie 1872. A locuit în primele 3 zile pe strada Bahnhofstr.14, într-o casă închiriată la intervenția sorei sale, Ottilie Brockhaus, pe lângă rudele soțului ei din Bayreuth. La data de 27 aprilie 1872, R. Wagner s-a mutat provizoriu la hotelul „Fantaisie” din Donndorf (comună la 4 km vest de Bayreuth), nu departe de castelul „Fantaisie”. Spre sfârșitul lunii sept.1872, familia Wagner s-a mutat din Donndorf, în casa de pe strada Dammallee nr.7 din Bayreuth. Aici a început penultima sa operă „Götterdämmerung” („Amurgul Zeilor”), terminată în „Haus Wahnfried”, casă în care s-a mutat în toamna anului 1874. Cu „Amurgul Zeilor” a încheiat - după 26 de ani - tetralogia „Inelul Nibelungilor”. În Bayreuth a compus și cea din urmă operă a vieții sale, „Parsifal”. A murit la Veneția (în Palatul Vendradim), în ziua de 13 februarie 1883, la vârsta de 70 de ani, în urma unei afecțiuni cardiace. Soția. Cosima (fiica compozitorului Franz Liszt). a preluat după decesul soțului conducerea Festivalului Wagner, supraviețuind încă 47 de ani. Au avut 3 copii: Isolde (1865-1919), Eva (1867-1942, căsătorită cu H.S.Chamberlain) și Siegfried (1869-1930, căsătorit cu Winifred Williams-Klindworth).
Motivele care l-au îndemnat pe Richard Wagner să aleagă ca reședință orașul Bayreuth au fost următoarele:
- orașul era situat în Bavaria, țara ocrotitorului său, regele bavarez Ludwig II (1845-1886), față de care s-a simțit profund îndatorat și legat.
- Bayreuthul era amplasat geografic în inima Imperiului German, relativ ușor accesibil din toate direcțiile.
- avea o clădire de operă (puțin folosită), în care el spera să prezinte în exclusivitate operele sale (ulterior scena operei s-a dovedit a fi neîncăpătoare punerilor în scenă wagneriene, ceea ce l-a determinat să construiască - cu sprijinul financiar al regelui bavarez Ludwig II - clădirea „Festspielhaus” de pe dealul Grüner Hügel).
- nu existau alte teatre în oraș care să-i facă concurență (nu admitea - din orgoliu - concurența).
- se afla în vecinătatea masivului muntos Fichtelgebirge, leagănul legendar al unor grupuri etnice germane.

Scrierile lui Arthur Schopenhauer și Friedrich Nietzsche, precum și schimbarea condiției sale sociale ca favorit al regelui Ludwig II al Bavariei l-au făcut să adere la ideile naționaliste pangermanice. Ideile sale sunt cuprinse în numeroase eseuri despre muzică, teatru, politică și religie ca Kunst und Revolution („Arta și revoluția", 1848), Das Kunstwerk der Zukunft („Opera de artă a viitorului", 1850), Oper und Drama („Opera și drama", 1851). Wagner s-a considerat pontiful unui cult artistic înrădăcinat în cultura germană, inspirată din vechile legende nordice, cu personaje eroice, care se mișcă într-o lume supranaturală. Această artă, gravitând în jurul dramei muzicale, trebuia să dea naștere acelei opere naționale, care să fie pentru germani ceea ce tragedia clasică fusese pentru grecii antici. Drama muzicală wagneriană se opune divertismentului operei tradiționale, bazându-se pe o acțiune sacră, alegorie a dramei interioare, printr-o unitate indisolubilă cu textul, scris de Wagner însuși pentru majoritatea partiturilor sale. Wagner introduce ca inovații „melodia infinită" și „motivul conducător" (das Leitmotiv), procedeu simbolic de sugerare și evocare a unor teme psihologice, a unor momente-cheie în desfășurarea dramatică.
Această concepție și-a găsit întruchiparea în monumentala sa tetralogie Der Ring des Nibelungen ("Inelul Nibelungilor"), compusǎ din operele Das Rheingold („Aurul Rinului", 1854), Die Walküre („Walkiria", 1856), Siegfried (1870) și Götterdämmerung („Amurgul zeilor", 1874), care configurează, într-o lume de eroi și mituri, conflictul între violența primitivă a omului și natura sa spirituală. Calitatea excepțională a artei lui Wagner se reflectă și în capodoperele sale Tristan und Isolde (1859), triumf al dragostei asupra morții, Die Meistersinger von Nürnberg („Maeștrii cântăreți din Nürnberg", 1867), Parsifal (1882), în care reia legenda „Sfântului Graal", dramatică încleștare a evlaviei cu sentimentul păcatului.
Creația wagneriană a avut o influență covârșitoare asupra evoluției ulterioare a muzicii. Compozitori ca Anton Bruckner, Gustav Mahler, Claude Debussy (la începutul activității sale), Arnold Schönberg, Richard Strauss s-au dezvoltat sub influența muzicii lui Richard Wagner.

## Lista operelor
- Zânele (1833)
- Dragoste interzisă (1836)
- Rienzi (1840)
- Olandezul zburător (1843)
- Tannhäuser (1845)
- Lohengrin (1848)
- Tristan și Isolda (1865)
- Maeștrii cântăreți din Nürnberg (1867)
- Inelul Nibelungilor (1869-1876):
  - Aurul Rinului (1869)
  - Walkiria (1870)
  - Siegfried (1876)
  - Amurgul zeilor (1876)
- Parsifal (1882)

Opere incomplete:
- Die Laune des Verliebten (1830)
- Männerlist grösser als Frauenlist (1838)

## Galerie de imagini

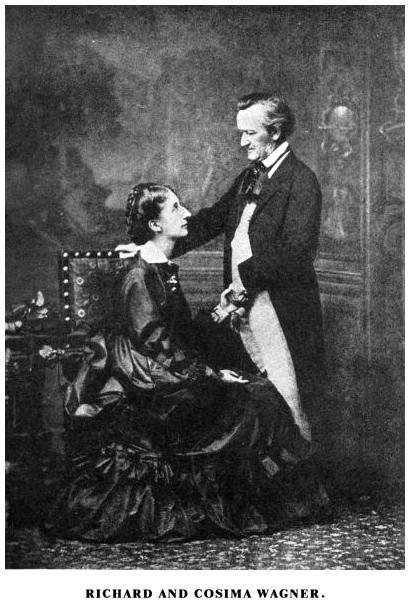
Richard şi Cosima Wagner în 1872
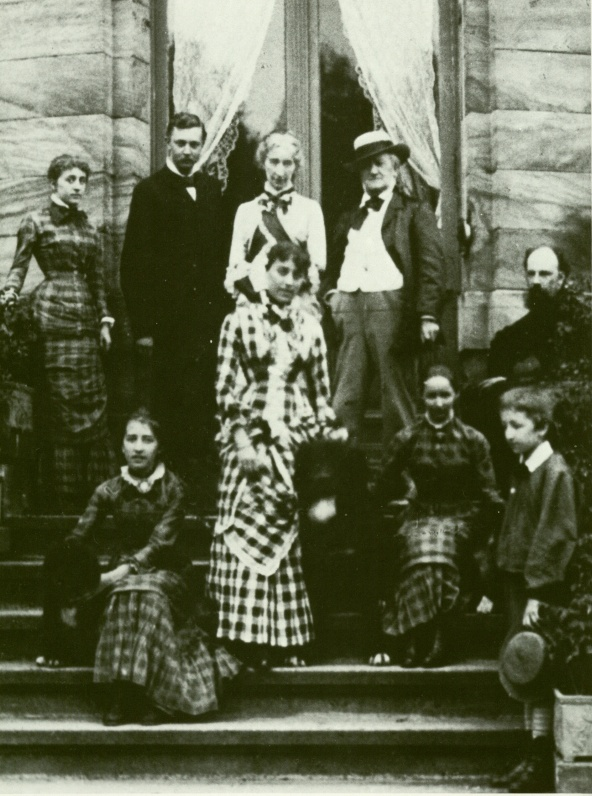
Familia Wagner în 1881
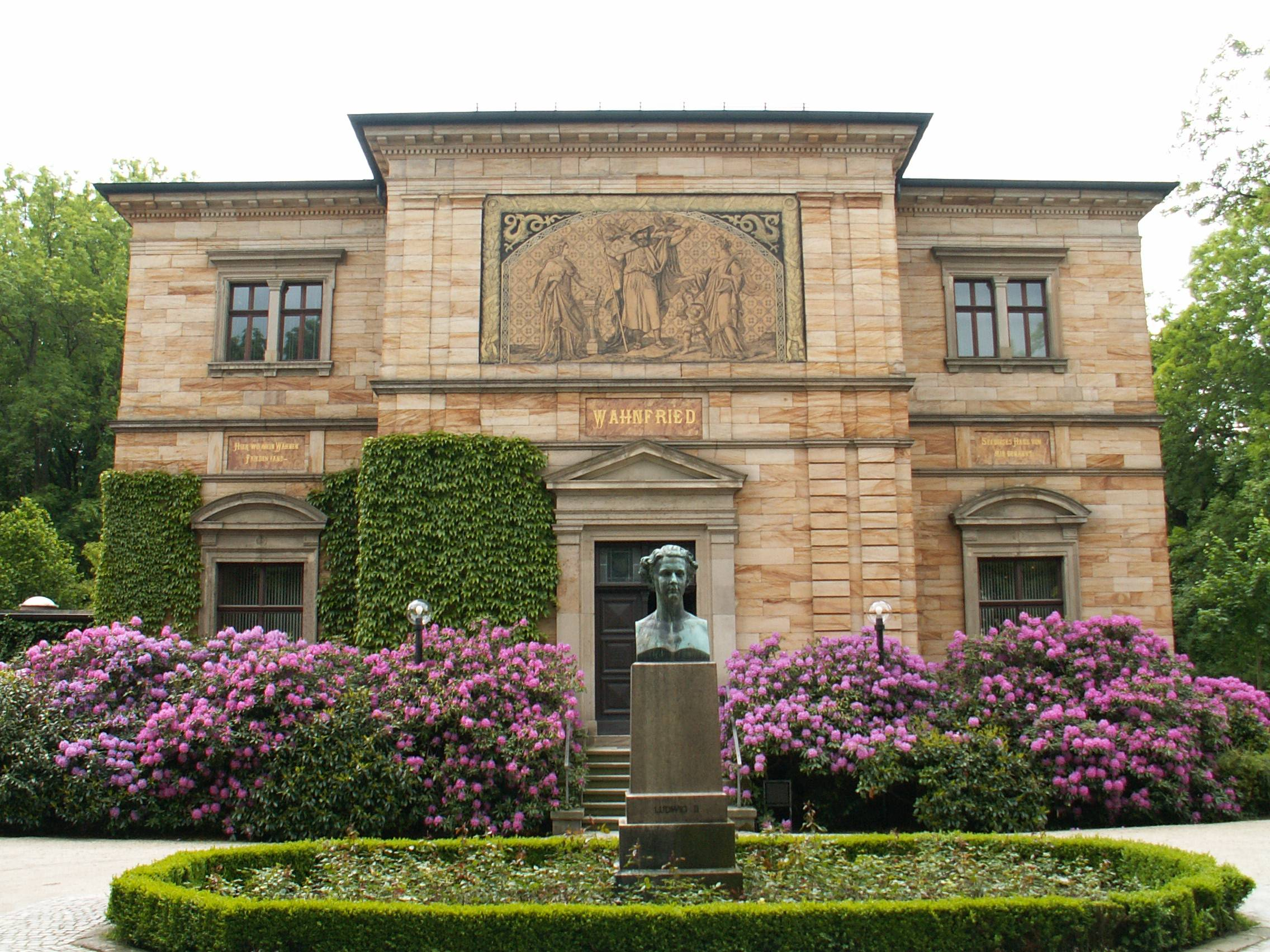
Vila familiei Wagner din Bayreuth („Wahnfriedhaus”)
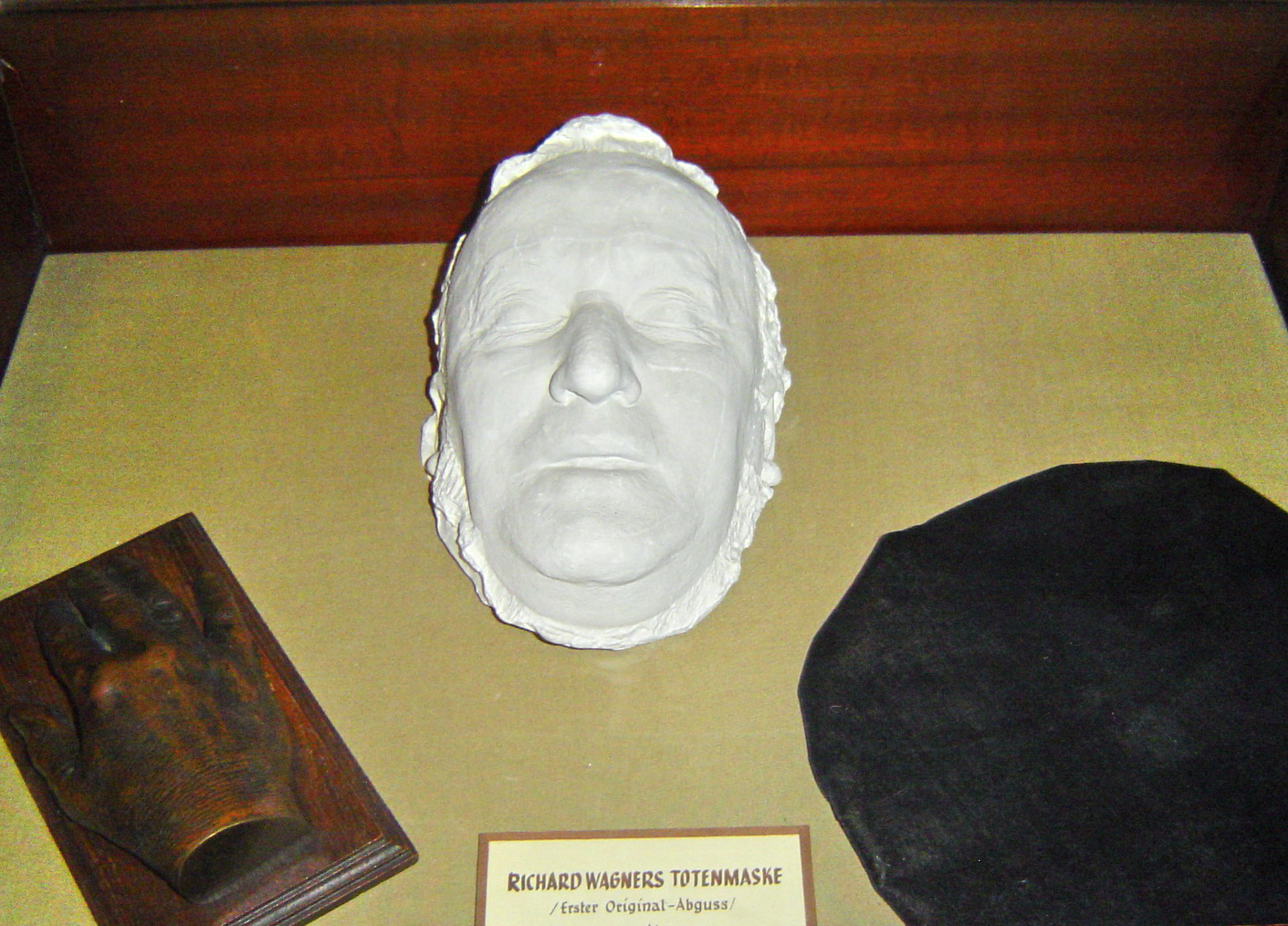
Masca mortuară a lui Richard Wagner („Wahnfriedhaus” Bayreuth)
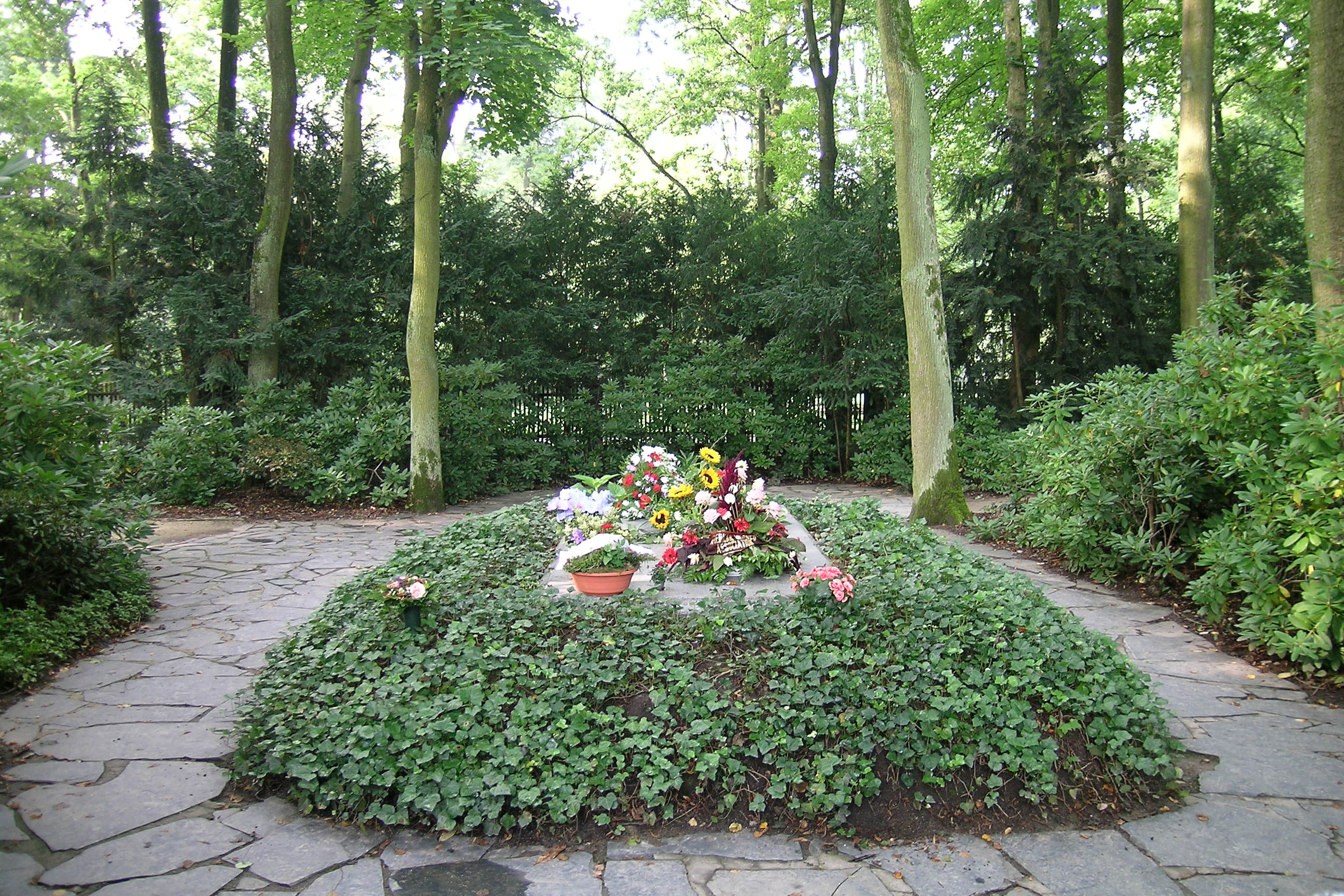
Mormântul soţilor Richard şi Cosima Wagner în Bayreuth
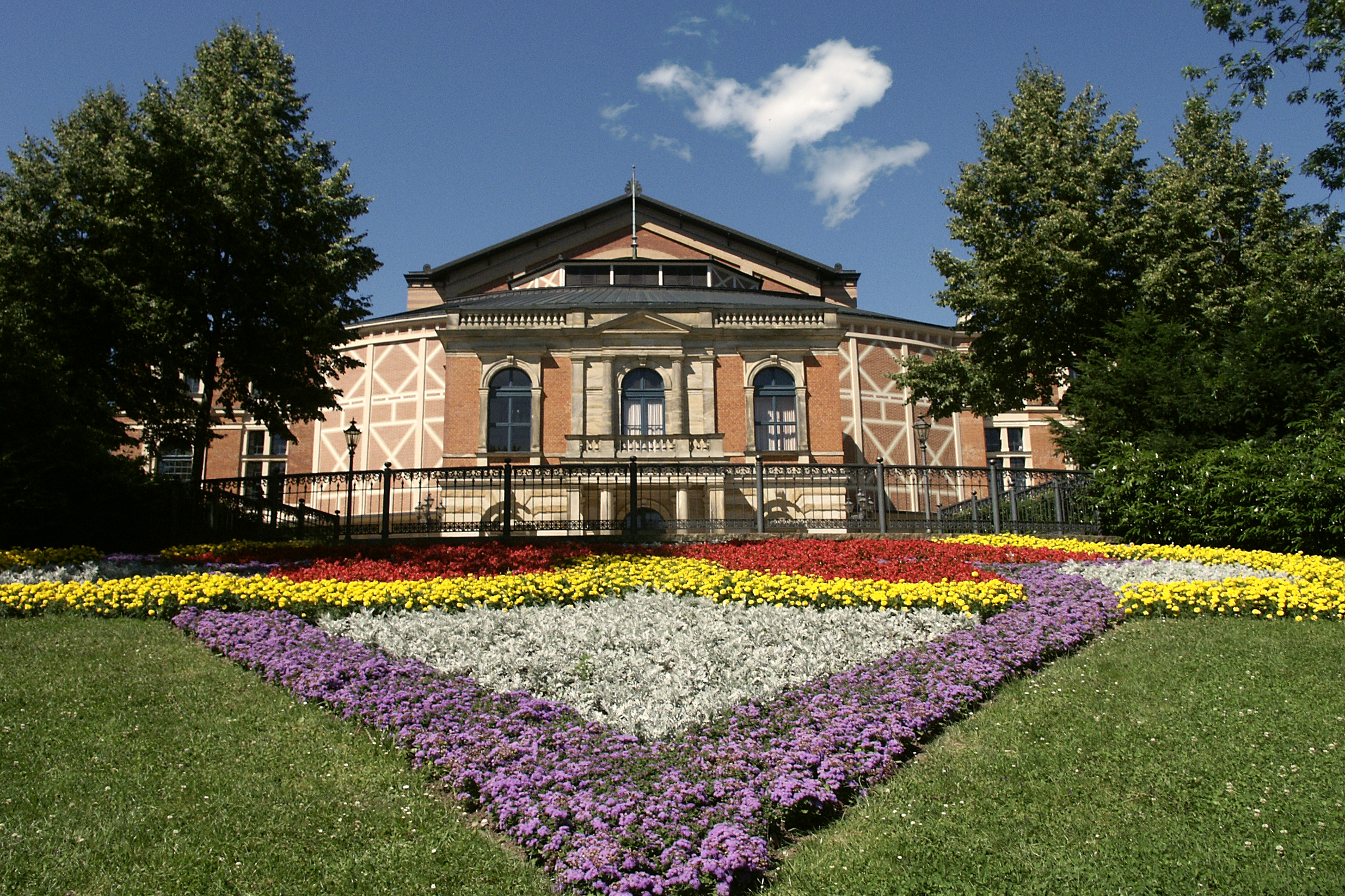
Clădirea Festivalului Wagner („Festspielhaus”) din Bayreuth
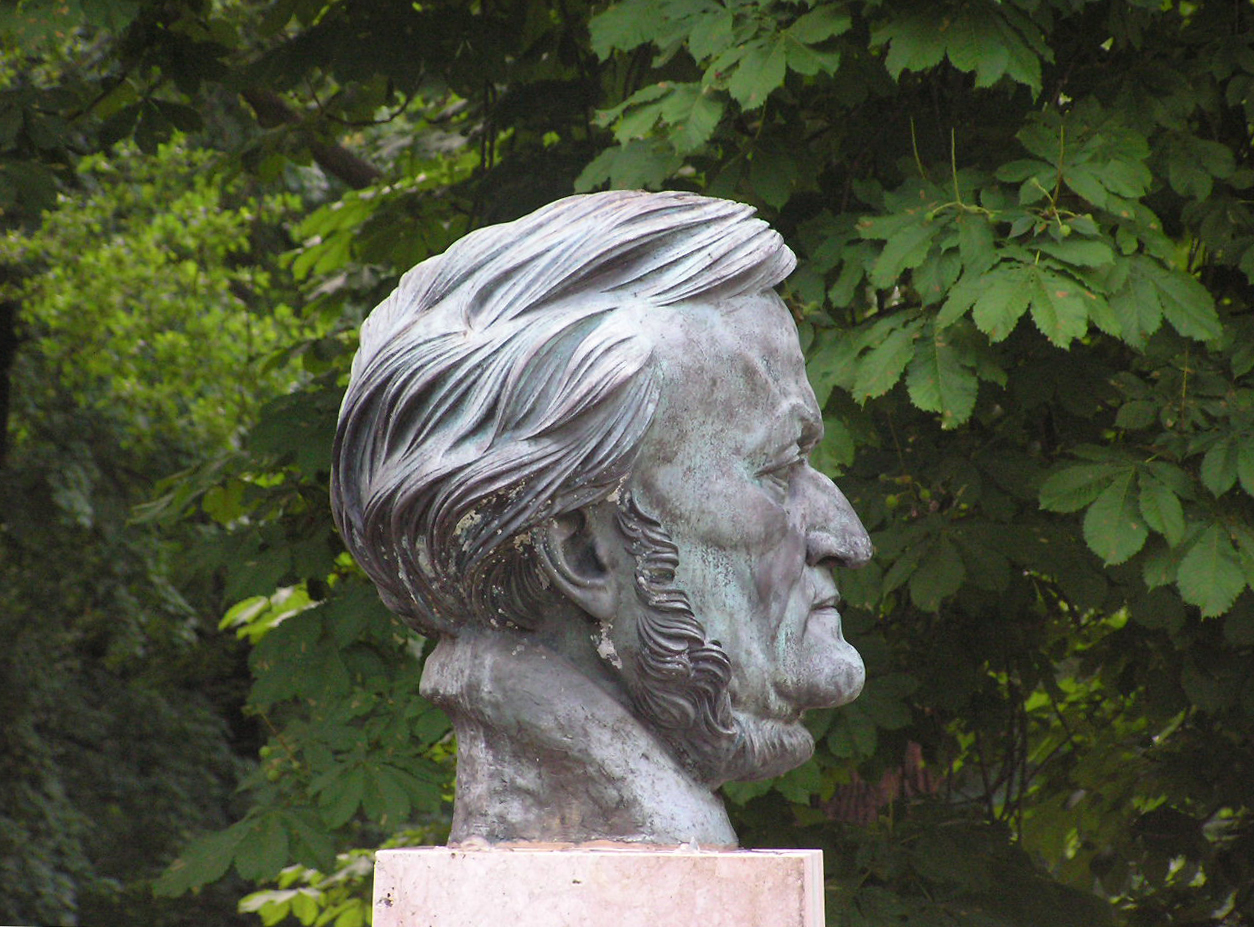
Bust în Bayreuth
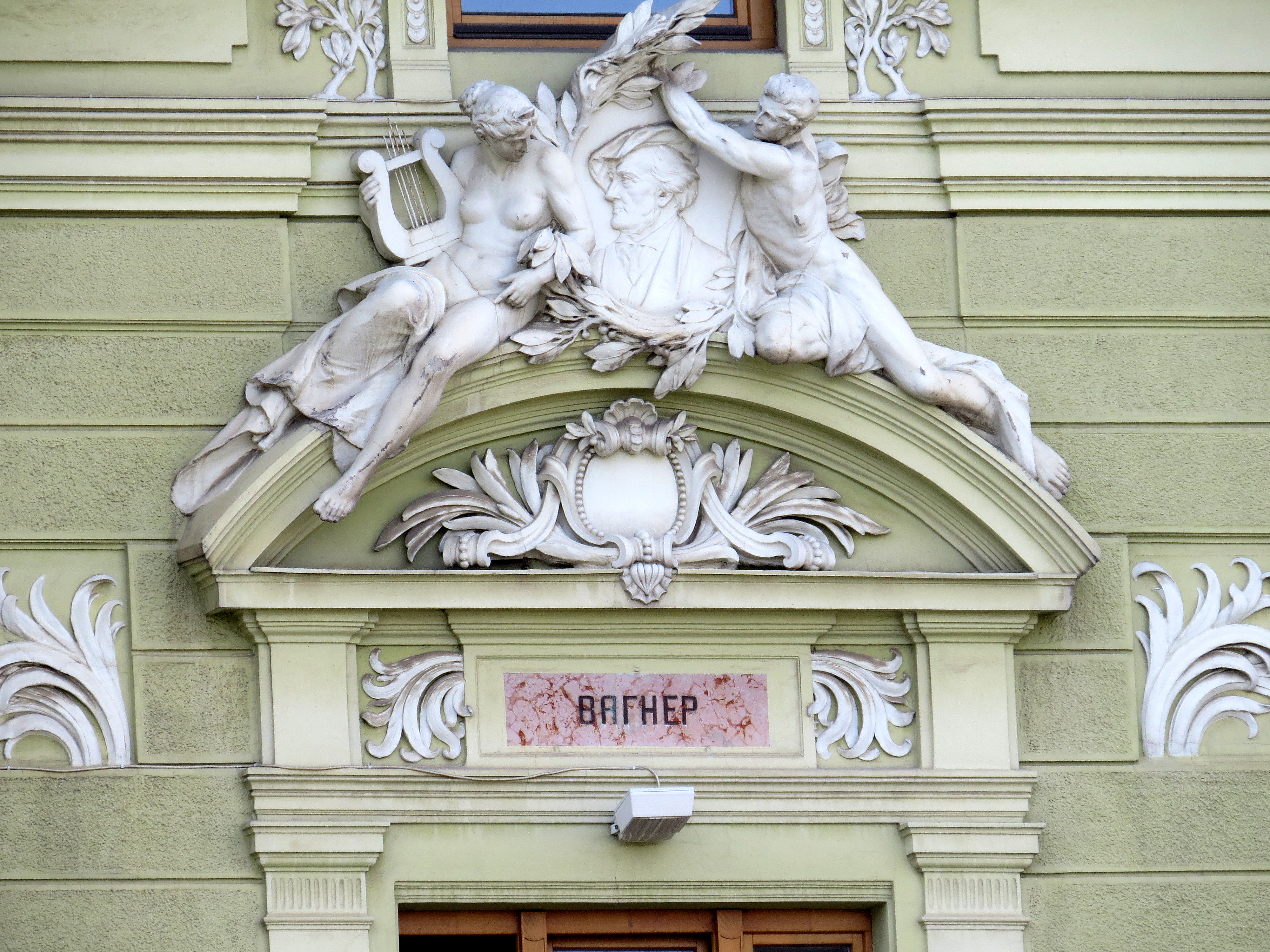
Chipul lui Wagner - Teatrul din Cernăuți